# تريفور مولوي
تريفور مولوي (بالإنجليزية: Trevor Molloy)‏ (14 أبريل 1977 في جمهورية أيرلندا - ) هو لاعب كرة قدم أيرلندي في مركز الهجوم. شارك مع منتخب جمهورية أيرلندا تحت 21 سنة لكرة القدم. أما مع النوادي، فقد لعب مع باتريك أتلتيك وغلينافون ونادي بوهيميان ونادي شامروك روفرز ونادي شيلبورن ونادي كارلايل يونايتد ونادي ماذرويل وBluebell United F.C. ‏ وأثلون تاون ‏.

## وصلات خارجية
- تريفور مولوي على موقع قاعدة بيانات كرة القدم.إي يو (الإنجليزية)
- تريفور مولوي على موقع Soccerbase.com (لاعب) (الإنجليزية)